# Дятлов, Дмитрий Григорьевич
Дми́трий Григо́рьевич Дя́тлов (8 ноября 1907, Старая Калитва, Воронежская губерния — неизвестно) — директор МИТ (тогда: НИИ-1) с 1947 года по 1952 год.

## Биография
Дмитрий Григорьевич Дятлов родился в 1907 г. в деревне Старая Калитва Новокалитвинского уезда Воронежской губернии в крестьянской семье.
- 1929 год — окончил рабфак в Ленинграде;
- 1929 год - поступил в Ленинградский политехнический институт
- 1932 год - переведен в образованный на основе военно-механического факультета Ленинградского машиностроительного института (отраслевого вуза ЛПИ) в Ленинградский военно-механический институт (Приказ директора ЛМСИ Евдокимова от 26 марта 1932 г. №61 ЦА СПбПУ, ф. 3121, оп. 76, д. 51, л. 209-212)
- 1934 год — окончил Ленинградский военно-механический институт.
  - По окончании института работал в отделе технического контроля (ОГК) машиностроительного и сталелитейного завода в Свердловской области;
  - затем — в ОТК Московского станкостроительного завода им. Орджоникидзе.
- 1936 год — старший инженер-конструктор НИИ-24 НКБ:
  - специализированный институт в области боеприпасов ствольной артиллерии.
- 1941 год — переведён на работу в аппарат Наркомата боеприпасов:
  - занимал должность старшего инженера техсовета;
  - затем — начальника сектора
  - затем — заместителя начальника технического отдела.
- 1946 год — начальник института «Берлин» в Германии.
- 1947 год — назначен директором НПИ-1.
- 1951 год направлен экономическим советником в Польскую Народную Республику.

## Награды
- Орден Трудового Красного Знамени[1]
- Медаль «За победу над Германией в Великой Отечественной войне 1941—1945 гг.»[2]